# Plays Morricone - Live
Plays Morricone - Live è il quarto album dal vivo del gruppo musicale italiano Calibro 35, pubblicato il 24 febbraio 2023 dalle etichette Woodworm e Virgin Records.

## Descrizione

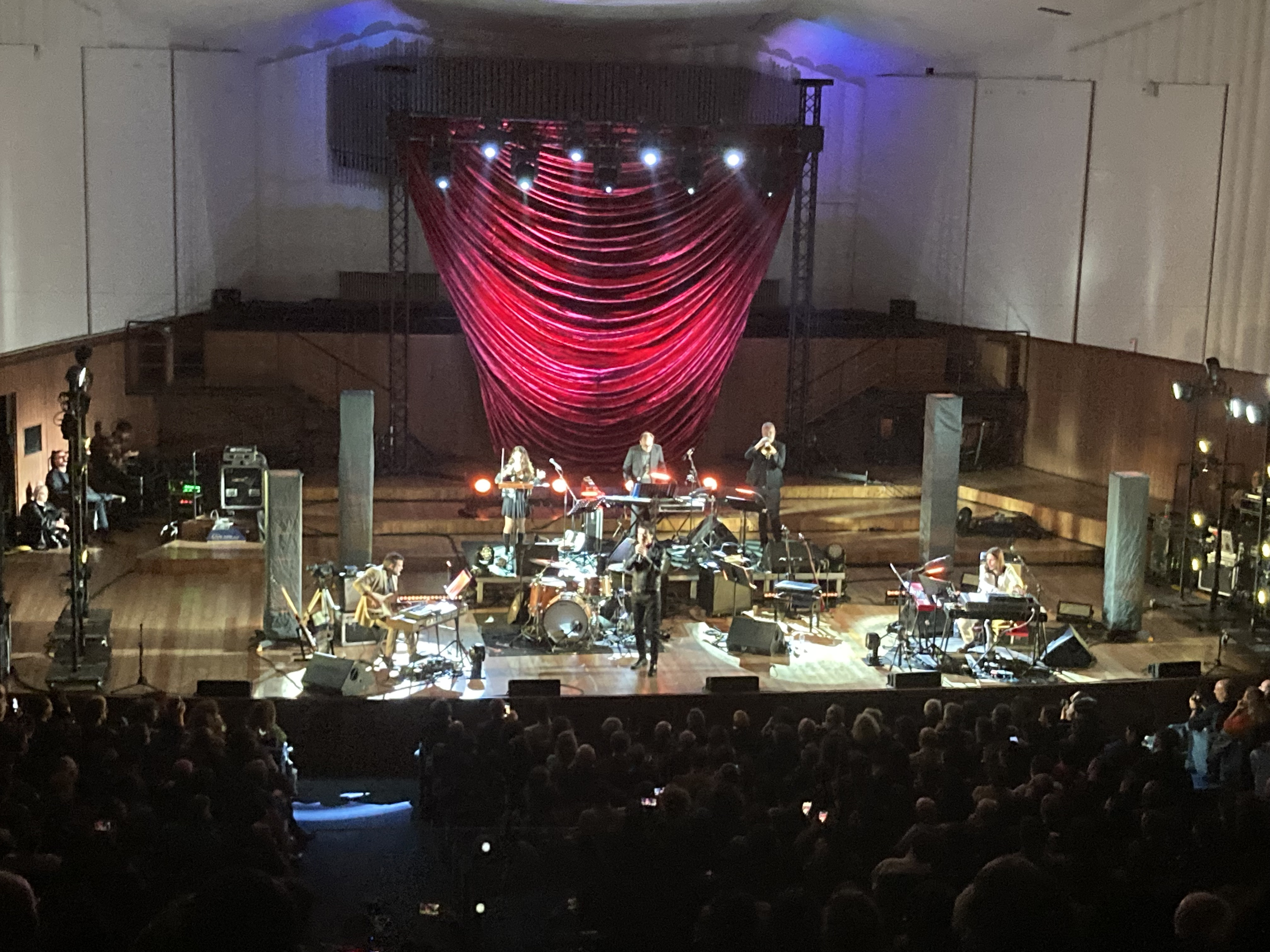
Il gruppo sul palco insieme a Diodato in una foto del concerto

La cassetta comprende le registrazioni del concerto tenuto dal gruppo presso il Conservatorio di Musica Giuseppe Verdi di Milano il 26 novembre 2022, data conclusiva della tournée teatrale Scacco al Maestro, intrapresa a supporto degli ultimi due album del gruppo Scacco al Maestro - Volume 1 e Scacco al Maestro - Volume 2. Per l'occasione ha presenziato a sorpresa sul palco il cantante Diodato durante l'esecuzione di C'era una volta il West.

Il gruppo ha presentato l'album con la seguente dichiarazione:
Il 10 marzo 2023 è stato diffuso il video dell'esibizione di Il gatto a nove code.

## Tracce
Musiche di Ennio Morricone.
Lato A
1. Arena
2. Svegliati e uccidi
3. Passaggi nel tempo
4. Per un pugno di dollari
5. Il buono, il brutto, il cattivo
6. Per qualche dollaro in più
7. La classe operaia va in paradiso
8. Cosa avete fatto a Solange?
9. Lucertola
10. Allegretto per signora
11. Milano odia: la polizia non può sparare

Lato B
1. Se telefonando (testo: Ghigo De Chiara, Maurizio Costanzo) – originariamente interpretata da Mina
2. Il gatto a nove code
3. Una stanza vuota
4. Un tranquillo posto di campagna
5. Indagine su un cittadino al di sopra di ogni sospetto
6. Metti una sera a cena
7. C'era una volta il West
8. Mio caro assassino
9. Trafelato
10. L'uomo dell'armonica

### Edizione limitata
LP 1 – Scacco al Maestro - Volume 1
- Lato C

1. Arena (feat. Matt Bellamy) – 5:03
2. La classe operaia va in paradiso – 4:52
3. Svegliati e uccidi – 2:16
4. Il buono, il brutto, il cattivo – 2:31
5. Cosa avete fatto a Solange? – 2:37

- Lato D

1. C'era una volta il West (feat. Diodato) – 3:30
2. Un tranquillo posto di campagna – 3:25
3. Una stanza vuota – 3:24
4. Trafelato – 2:46
5. L'uomo dell'armonica – 3:30

LP 2 – Scacco al Maestro - Volume 2
- Lato E

1. The Ballad of Sacco and Vanzetti (feat. Joan as Police Woman) – 4:52
2. Passaggi nel tempo – 2:16
3. Per un pugno di dollari (feat. Roy Paci) – 2:05
4. La tarantola dal ventre nero (feat. Alessandro Cortini) – 4:39
5. Allegretto per signora – 2:18

- Lato F

1. Indagine su un cittadino al di sopra di ogni sospetto – 3:58
2. Ancora qui (feat. Elisa) – 4:32
3. La lucertola – 5:14
4. Milano odia: la polizia non può sparare – 4:56
5. Il gatto a nove code – 3:16
6. Per qualche dollaro in più (feat. Roy Paci) – 2:48

## Formazione
Hanno partecipato alle registrazioni, secondo le note di copertina:
Gruppo
- Enrico Gabrielli – tastiera, pianoforte, flauto traverso, sassofono, clarinetto, fischio, armonica a bocca (traccia 21)
- Massimo Martellotta – chitarra, sintetizzatore
- Fabio Rondanini – batteria

Altri musicisti
- Roberto Dell'Era – basso
- Sebastiano De Gennaro – percussioni
- Paolo Ranieri – tromba, flicorno soprano
- Valeria Sturba – violino, voce, theremin
- Diodato – voce (traccia 18)

Produzione
- Tommaso Colliva – regia, registrazione, missaggio dal vivo, mastering
- Elisa Pace – produzione esecutiva
- Leonardo Bondi – produzione esecutiva
- Enrico Gabrielli – illustrazione copertina
- Iacopo Gradassi – grafica